# Johann von Sporck
Johann von Sporck (né le 6 janvier 1600 au Sporckhof de Schöning, mort le 6 août 1679 au château de Hermannstädtel) est un général de cavalerie bavarois puis impérial.

## Biographie
Sporck est le fils de Franz Nolte appelé Sporck (de) et d'une fille de Jobst Sporck au Sporckhof. Le mariage produit probablement quatre fils et une fille, et deux fils auront également une carrière militaire. Sporck est baptisé luthérien, il adoptera le catholicisme en raison de la campagne de recatholicisation lancée à l'époque par Thierry IV, évêque de Paderborn de 1585 à 1618.
Sporck entre dans l'armée bavaroise en 1620 comme cavalier, où il participe à presque toute la guerre de Trente Ans. Sporck sert longtemps comme cornette dans le régiment de Lothar Dietrich von Bönninghausen (de). La première bataille à laquelle il participe est la bataille de la Montagne Blanche, près de Prague, en 1620. Sporck atteint le grade de rittmeister en 1633, alors qu'il sert sous les ordres de Jean de Werth. En 1639, il participe à la guerre de Hesse contre le landgraviat de Hesse-Darmstadt, où il est promu colonel. Le 29 mars 1640, il est remercié par Maximilien Ier, électeur de Bavière, pour avoir recruté deux compagnies d'arquebusiers, lui ordonnant d'en recruter cinq autres. Les cavaliers sont recrutés dans le Haut-Palatinat en juillet, formant le régiment personnel de Sporck. En novembre 1643, le régiment de Sporck lance un raid audacieux contre les troupes françaises stationnées dans les environs de Tuttlingen.
En mars 1645, Sporck se distingue à la bataille de Jankau, mais est grièvement blessé et capturé comme prisonnier de guerre par les Suédois. À sa libération en 1646, Maximilien Ier lui accorde le grade de major général. Le 14 mars 1647, la Bavière signe une trêve avec la Suède et la France. Cette trêve provoque la colère d'un groupe d'officiers dirigé par Werth, qui lance une mutinerie pour tenter de ramener la Bavière dans la guerre. Sporck est parmi ceux qui rejoignent Werth. La Bavière renonce à la trêve le 7 septembre, après que l'empereur accorde à Maximilien d'importantes concessions monétaires et une autonomie militaire. Werth et Sporck ont tellement irrité Maximilien que leur retour au service de la Bavière est jugé impossible, ils rejoignent donc l'armée impériale. Le 12 octobre 1647, l'empereur Ferdinand III le nomme Feldmarschall-Leutnant, lui conférant la seigneurie de Lysá nad Labem et le titre de Baron du Saint-Empire. Il passe le reste de la guerre à combattre les Franco-Suédois en Bavière et contre ces derniers en Bohême. Il passe les années suivantes à entretenir ses vastes domaines.
Sporck sert lors de la première guerre du Nord sous les ordres du général Raimondo Montecuccoli contre les Suédois en Pologne ainsi que dans l'armée alliée qui chasse les Suédois du Schleswig-Holstein et du Danemark de 1657 à 1660, Sporck commande toute la cavalerie dans cette campagne. Il combat ensuite en Hongrie avec Montecuccoli contre les Turcs et, avec ses régiments de cavalerie, joue un rôle clé dans la victoire de Saint-Gothard le 1er août 1664. En récompense, il est nommé comte impérial et général de toute la cavalerie le 23 août. Sporck combat également avec succès les insurgés lors de la Conjuration des Magnats contre l'empereur Léopold Ier en 1670. Il revient en Slovaquie en 1672, où il mène une pacification sanglante des territoires jusque-là occupés par les brigands. Entre-temps, l'empire est plongé dans la guerre de Hollande. À l'été 1673, les troupes sous le commandement de Sporck et Raimondo Montecuccoli marchent vers le Rhin où elles assiègent Bonn, repoussant une tentative de secours du maréchal français Turenne. Après avoir hiverné en Westphalie, il participe à la campagne de Belgique de 1674, prenant Dinant, Chimay et Huy. En avril 1675, il revient dans le Rhin supérieur et réunit son armée à celle de Montecuccoli. Il se retire en février 1676 en raison de son âge avancé.
Sporck meurt le 6 août 1679 dans son château d'Hermannstädtel en Bohême. Il était seigneur de sept domaines en Bohême (par exemple à Lysá nad Labem), que l'empereur Léopold Ier lui avait donnés pour ses loyaux services. À la fin de sa vie, il avait accumulé des biens d'une valeur de 3 millions de thalers et avait un revenu annuel de plus de 50 000. Johan von Sporck est enterré dans la tombe familiale à Kuks.

## Famille
En 1639, il épouse la baronne Anna Margaretha von Linsingen, qui possède des domaines en Basse-Hesse ; de leur mariage naît une fille, sa première femme et son enfant meurent en couches en 1657. En 1660, il épouse la baronne Eleonore Marie Katharine von Fineck, qu'il avait rencontrée lors de ses campagnes lors de la Seconde Guerre du Nord. Son fils aîné Franz Anton hérite de la plupart de ses biens, tandis que son fils cadet continue la lignée familiale des Sporck.

## Source de traduction
1. 1 2 3 4 5 6  (de) F. Stieve, « Sporck, Johann », sur Allgemeine Deutsche Biographie, 1893 (consulté le 15 août 2024)
2. 1 2 3 4 5 6 7  (en) Dictionary of German National Biography, vol. 9: Schmidt-Theyer, De Gruyter, 2011, 745 p. (ISBN 9783110966299, lire en ligne), p. 428
3. ↑  (en) Július Bartl, Slovak History : Chronology & Lexicon, Bolchazy-Carducci Publishers, 2002, 350 p. (ISBN 9780865164444, lire en ligne), p. 70
4. ↑  (en) Miluse Dobisikova, Lubos Vyhnánek, Petr Veleminsky, Vitezslav Kuzelka, Ivana Cejkova, « Palaeopathology and historical personality of General Johann Sporck (1595–1679) », International Journal of Osteoarchaeology, vol. 9, no 5,‎ 1999, p. 297-301 (lire en ligne)

- (de) Cet article est partiellement ou en totalité issu de l’article de Wikipédia en allemand intitulé « Johann von Sporck » (voir la liste des auteurs).